# Carbocementazione
La carbocementazione è un processo metallurgico utilizzato per aumentare la resistenza all'usura degli acciai.
L'arricchimento superficiale in carbonio (circa 0,8%), e la conseguente formazione di carburi, è utile per conferire resistenza all'usura e rafforzamento grazie al meccanismo di Orowan in superficie, unite a tenacità interna (per esempio per denti di ingranaggi). Conviene eseguirlo su acciaio dolce portato oltre la temperatura Ac3, in quanto l'austenite solubilizza meglio il carbonio.
Il carbonio migra oltre la superficie per diffusione, quindi la legge che ne regola il meccanismo è la seconda legge di Fick; importanti sono inoltre parametri come la temperatura, il tipo di reticolo metallico, la differenza di concentrazione tra ambiente esterno e interno (quindi si usa acciaio dolce con C < 0,2%, così che la forza motrice dovuta al gradiente di concentrazione sia la massima possibile) e l'estensione dei giunti dei grani (attraverso i quali gli atomi diffondono meglio).
Esistono diversi metodi di carbocementazione, in base alla sostanza cementante, ma si sottolinea che l'ambiente è sempre gassoso, in quanto vi è sempre la necessità del trasporto operato dall'ossido di carbonio. A fine trattamento termico si otterrà uno strato superficiale altamente cementato e duro; inoltre si potrà eseguire un trattamento di tempra per conservare la tenacità al cuore.
Prodotti di solito cementati: ingranaggi.
Esempio di acciaio cementabile: 18CrMo4.

## Carbocementazione solida
Il pezzo è introdotto in una cassetta e ricoperto di CARON (una miscela formata dall'85% di carbone vegetale e dal 15% di carbonato di bario e agenti catalizzatori), quindi portato a una temperatura accettabile in considerazione della necessaria velocità di esecuzione e del non eccessivo ingrossamento della grana cristallina. È un processo semplice ma non particolarmente efficace.
La sostanza cementante è il CO, che viene prodotto per reazione del carbone con l'ossigeno:
{\displaystyle {\ce {2C\ +\ O2->2CO}}}
Oppure si utilizzano sostanze attivanti come il carbonato di bario e il carbonato di calcio. Alla temperatura di 900-920 °C i carbonati si decompongono in ossidi e anidride carbonica:
{\displaystyle {\ce {BaCO3->BaO\ +\ CO2}}}
{\displaystyle {\ce {CaCO3->CaO\ +\ CO2}}}
La reazione è immediata per il carbonato di calcio, che quindi fornisce l'anidride carbonica (CO2) necessaria ad iniziare il processo, mentre è lenta e graduale per il carbonato di Bario che quindi serve a fornire anidride carbonica a man mano che la precedente viene consumata.
La CO2 messa in libertà reagisce con il carbonio del carbone di legna presente nella cassetta secondo l'equilibrio di Boudouard:
{\displaystyle {\ce {C\ +\ CO2<=>2CO}}}
che in queste condizioni (temperatura di 900 °C e pressione di circa 1 atm) è spostato verso destra e l'atmosfera gassosa si riempie di ossido di carbonio.
L'ossido di carbonio ottenuto nei modi appena descritti costituisce l'agente cementante diretto.
Al contatto dell'ossido di carbonio con la zona superficiale dell'acciaio, che non contiene carbonio libero, l'equilibrio di Boudouard si sposta nuovamente verso sinistra 
{\displaystyle {\ce {C\ +\ CO2<=>2CO}}}
e il carbonio formatosi si scioglie e diffonde in modo interstiziale nella fase austenitica. 
Il trattamento, (circa 900 °C), avviene quando l'acciaio è in campo γ. Se alcune zone non devono essere cementate, vengono ricoperte con rame elettrodepositato o con argilla.

## Carbocementazione in bagno di sali (carbonitrurazione)
Si circonda il pezzo di cemento liquido (miscela di NaCl, NaCN e Na2CO3) ad una temperatura compresa tra 870 e 950 °C; vi è anche dell'azoto che, se in modesta quantità, aiuta a indurire lo strato superficiale. 
Il cianuro di sodio tende ad ossidarsi alla superficie per dare cianato di sodio:
{\displaystyle {\ce {2NaCN\ +\ O2->2NaCNO}}}
Il cianato tende a decomporsi alla superficie:
{\displaystyle {\ce {8NaCNO -> 4NaCN \ + \ 2Na2C3 \ + \ 2CO \ + \ 4N}}}
{\displaystyle {\ce {2CO->CO2\ +\ C}}}
Oltre al carbonio si ha diffusione di azoto (carbonitrurazione).
È un processo più veloce, preciso e meno influenzante la dimensione della grana cristallina e l'aspetto superficiale del pezzo trattato. Si usa per ingranaggi di biciclette e motociclette, catene, parti di computer, strumenti di precisione.

## Carbocementazione in fase gassosa
È il metodo di cementazione più diffuso e più facile da controllare, nonché l'unico utilizzato attualmente. 
L'agente cementante è ossido di carbonio creato dalla combustione di gas naturale, metano, etano, propano, butano o carbone a circa 900 °C con ossigeno in difetto stechiometrico.  CO è in equilibrio con CO2 e C secondo l'equilibrio di Boudouard:
{\displaystyle {\ce {2CO->C\ +\ CO2}}}
Altro carbonio deriva dalla piroscissione degli idrocarburi saturi.
Il potenziale di carbonio dell'atmosfera deve essere sempre maggiore della concentrazione di tale elemento nel pezzo trattato, altrimenti prevale la decarburazione promossa da CO2, H2O e H2. Inizialmente esso è pari a quello di saturazione dell'austenite alla temperatura di processo (fase di cementazione attiva). In seguito si abbassa la concentrazione di C dell'atmosfera al valore che si vuole avere sulla superficie del pezzo, così che l'eccesso di C diffonda verso l'interno (periodo di diffusione).

## Trattamento termico dei pezzi cementati
L'ottenimento di buone proprietà meccaniche necessita di un trattamento termico separato per il cuore e per la superficie.

### Trattamento termico del cuore
Essendo il contenuto di carbonio basso, il cuore viene portato in campo austenitico, a circa 880 °C, e successivamente temprato in acqua. Si ottiene una miscela di ferrite, bainite e martensite, a grano fine.

### Trattamento termico della superficie
Nel corso del primo trattamento, la superficie viene completamente trasformata in martensite. Per questo si procede ad un trattamento a circa 760 °C, in cui la superficie si trasforma in austenite, seguito da tempra in acqua, con l'ottenimento di martensite fine.
Un rinvenimento a circa 200 °C completa il ciclo.
L'applicazione del trattamento con Nital permette di evidenziare in modo perfettamente visibile la varietà di cambiamenti microstrutturali della carbocementazione e dei successivi trattamenti termici.